# لي كينيدي
لي كينيدي (بالإنجليزية: Leigh Kennedy)‏ (4 يونيو 1951، دنفر في الولايات المتحدة)؛ كاتِبة ومؤلِّفة وروائية أمريكية.